# Caprimulgus fossii
Caprimulgus fossii là một loài chim trong họ Caprimulgidae.